# Louis-Adolphe Tessier
Louis-Adolphe Tessier, né le 26 août 1858 à Angers et mort en mars 1915, est un peintre français.

## Biographie
Louis-Adolphe Tessier est le fils de  Jean Tessier, jardinier, et d'Henriette Marie Nerrière. 
Élève de Jean-Léon Gérôme, il débute au Salon en 1882 et concourt pour le prix de Rome de 1884.
En 1874, il épouse Joséphine Augustine Ménard. 
Il meurt à l'âge de 56 ans.